# Henri Arnaud
Henri Arnaud (Embrun, Altos Alpes, 15 de julho de 1643 — Schönenberg, 8 de setembro de 1721) foi um pastor dos valdenses no Piemonte, que se tornou militar a fim de livrar seus correligionários da perseguição de Vítor Amadeu II, o duque de Savoia. Quando os valdenses foram exilados pela segunda vez, Arnaud os acompanhou no exílio para Schönenberg, e continuou a exercer a função de pastor deles até sua morte.

## Biografia
Arnaud nasceu em Embrun, na França. Por volta de 1650 sua família retornou para o seu vale natal de Luserna San Giovanni, onde Arnaud foi educado em La Tour (a aldeia principal), posteriormente, frequentou o colégio em Basileia (1662 e 1668) e a faculdade em Genebra (1666). Retornou depois para a sua cidade natal, e parece ter sido pastor em várias aldeias dos vales valdenses antes de fixar-se em La Tour (1685).

## Líder cristão
Ele era, portanto, o líder natural de seus correligionários depois que Vítor Amadeu II de Saboia os expulsou (1686) de seus vales, e muito provavelmente visitou a Holanda, onde seu governante, Guilherme de Orange, certamente forneceu-lhe ajuda e dinheiro. Arnaud ocupou-se de organizar seus três mil compatriotas que haviam se refugiado na Suíça, e que por duas vezes (1687-1688) tentaram recuperar suas casas.
A revolução inglesa de 1688, e a eleição de Guilherme para ocupar o trono, incentivaram os valdenses a fazerem mais uma tentativa. Com instruções detalhadas fornecidas pelo veterano Joshua Janavel (impedido devido à idade de tomar parte na expedição) Arnaud, juntamente com cerca de mil seguidores, deram início em 17 de agosto de 1689, próximo a Nyon, às margens do lago de Genebra ao seu regresso para a terra natal. No dia 27 de agosto, o grupo, depois de muitas dificuldades e perigos, chegou ao vale de São Martinho, tendo passado por Sallanches e atravessado o passo de Véry (6 506 pés), o enclave de la Fenêtre (7 425 pés), o passo do Bonhomme (8 147 pés), o passo do monte Iseran (9 085 pés), o Grand Mont Cenis (6 893 pés), o passo do Pequeno Monte Cenis (7 166 pés), os passos Clapier (8 173 pés), Coteplane (7 589 pés), e Piz (8 550 pés). Eles logo se refugiaram na alta e segura cidadela rochosa de Balsille, onde foram sitiados de 24 de outubro de 1689 a 14 de maio de 1690, por soldados (cerca de 4 000 em número) do rei da França e do duque de Saboia.
Nesta fortaleza natural eles conseguiram resistir aos muitos ataques ferozes e durante todo o período de inverno. Em particular, em 2 de maio, um ataque foi derrotado sem a perda de um único homem do pequeno grupo de Arnaud. Porém, outro ataque em 14 de maio não foi possível resistir, e Arnaud retirou seu grupo da cidadela, aproveitando-se de uma espessa névoa, para guiá-los pelas colinas até o vale de Angrogna, acima de La Tour.
Um mês depois, os valdenses foram recebidos pelo duque de Saboia, por iniciativa deste, já que tinha abandonado sua aliança com a França e feito outra com a Grã-Bretanha e a Holanda. Deste modo, pelos seis anos que se seguiram, os valdenses apoiaram o duque contra a França, apesar de sofrerem muitos e repetidos ataques das tropas francesas.
Por uma cláusula no tratado de paz de 1696, tornado público em 1698, Vítor Amadeu voltou-se novamente contra os valdenses, e cerca de 3 000 deles, dentre os quais Arnaud, buscaram proteção nos países protestantes, principalmente em Württemberg, onde Arnaud tornou-se o pastor de Dürrmenz-Schönenberg, a noroeste de Stuttgart, em 1699. Mais uma vez (1704-1706) os valdenses apoiaram o duque contra a França. Arnaud, no entanto, não tomou parte nas operações militares, embora tenha visitado a Inglaterra (1707) a fim de obter ajuda financeira da Rainha Ana.

## Teologia
Henri Arnaud está entre os últimos valdenses a se juntaram à Reforma Protestante, em Genebra.

## Morte e legado
Arnaud morreu em Schönenberg, que era uma igreja de aldeia da paróquia de Dürrmenz, em 1721. Foi durante seus momentos de folga que compilou vários documentos, dentre eles a Histoire de la glorieuse rentrée des Vaudois dans leurs vallées, que foi publicada (provavelmente em Kassel) em 1710, com uma dedicatória à rainha Ana. Foi traduzida para o inglês em 1827, por Henry Acland, e também apareceu em versões em alemão e holandês. Uma parte do manuscrito original está preservada na Biblioteca Estatal de Berlim.